# Саэс, Педро
Педро Саэс Бенедикто (исп. Pedro Sáez Benedicto; 11 октября 1902, Барселона — 8 ноября 1979, Симферополь) — испанский боксёр и советский тренер по боксу. Участник Гражданской войны в Испании и Великой Отечественной войны. Заслуженный тренер Украинской ССР по боксу.

## Биография
Родился 11 октября 1902 года в Барселоне. Спустя три года после его рождения семья эмигрировала в Монтевидео (Уругвай), куда попала на корабле «Эльзас» 23 декабря 1905 года. В восьмилетнем возрасте начал увлекаться боксом, когда увидел тренировку чемпиона Уругвая в среднем весе. Позднее он вернулся в Барселону, где занимался велоспортом и футболом. Работал столяром, но вскоре начал заниматься боксом в спортивном клубе на улице Таллерс.

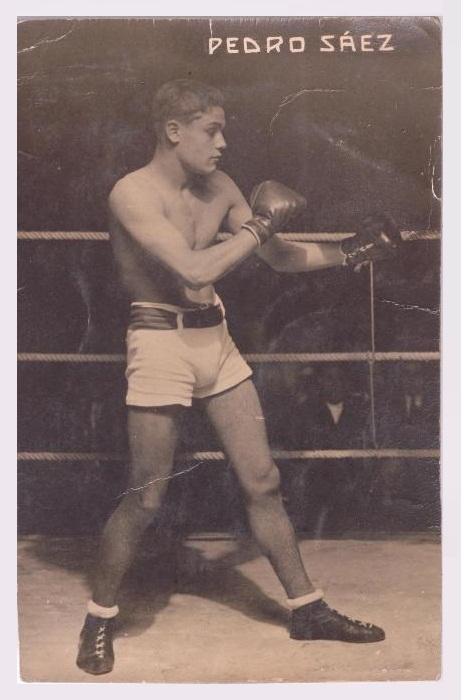
Саэс в 1920 году

На профессиональном уровне дебютировал в 17 лет. Его тренером был Пепе Комас. В 1923 году в бою с бельгийцем Питом Ови Саэс стал обладателем «золотого пояса» чемпионата Европы. Всего на этом уровне добился двух побед на чемпионате Европы среди профессионалов и 16-ти званий чемпиона Испании. Завершил карьеру боксёра в 1933 году. По окончании карьеры перешёл на тренерский мостик. Под его руководством Виктор Ферран (Víctor Ferrand) и Мартинес де Алфазис (Martínez de Alfara) завоёвывали чемпионство Европы среди боксеров-профессионалов.
Состоял в Коммунистической партии Испании. Полученные от бокса деньги неоднократно направлял в Международную организацию помощи борцам революции (МОПР). Участвовал в испанской гражданской войне на стороне республиканцев. Являлся телохранителем советских консулов в Барселоне Котова и Владимира Антонова-Овсеенко. После поражения республиканцев в гражданской войне Педро Саэс Бенедикто эмигрировал в СССР. 28 июня 1939 года на теплоходе «Сибирь» он прибыл в Ленинград. Работал слесарем на Краматорском машиностроительном заводе.
Участник Великой Отечественной войны. Воевал на оккупированной территории Белорусской ССР в составе партизанского отряда испанцев. В 1943 году он отморозил ноги и был направлен на лечение в Ташкент. После выздоровления вместе с Альбертом Лавриновичем и Сиднеем Джексоном обучал боксу ташкентских юношей. Спустя год решает осесть в Крыму, куда ему посоветовали перебраться из-за схожести местного климата с испанским. Там он устраивается плотником в колхозе.
В 1947 году переезжает в Симферополь, получив должность сначала в обществе «Спартак», а позднее в «Трудовых резервах». Тренировал сборную Украинской ССР, которую привёл в 1954 году к победе на Кубке СССР. Среди его подопечных были Анатолий Мельник (победитель первенства РСФСР), Борис Дорофеев (победитель первенства СССР), Леонид Леонтьев (победитель 1-й Спартакиады Украинской ССР), Виктор Черногор (двукратный чемпион РСФСР, двукратный чемпион Украины, призёр чемпионата СССР), Иосиф Савицкий (призер Кубка СССР), Владимир Антипенко (призёр первенства СССР). В 1954 году становится тренером-консультантом олимпийской сборной СССР, а позднее одним из тренеров сборной команды центрального совета «Трудовые резервы». В это время подготовил таких боксёров как Олег Григорьев, Станислав Степашкин и Сергей Сивко. Занимался также подготовкой тренеров. Среди его учеников были заслуженные тренеры Украины Гарбузов, Сендецкий, Антипенко и заслуженный тренер России Марк Мельцер.
После смерти Франсиско Франко в Испанию переезжает его сын Педро Саес Пик, однако Педро Саэс Бенедикто хоть и смог побывать в Испании, но решил остаться в СССР, где жила его дочь и внуки. Под конец жизни у него были ампутированы обе ноги. В феврале 1978 года скончалась его супруга, а 8 ноября 1979 года в Симферополе умер и сам Педро Саэс. Похоронен в Симферополе.

## Память

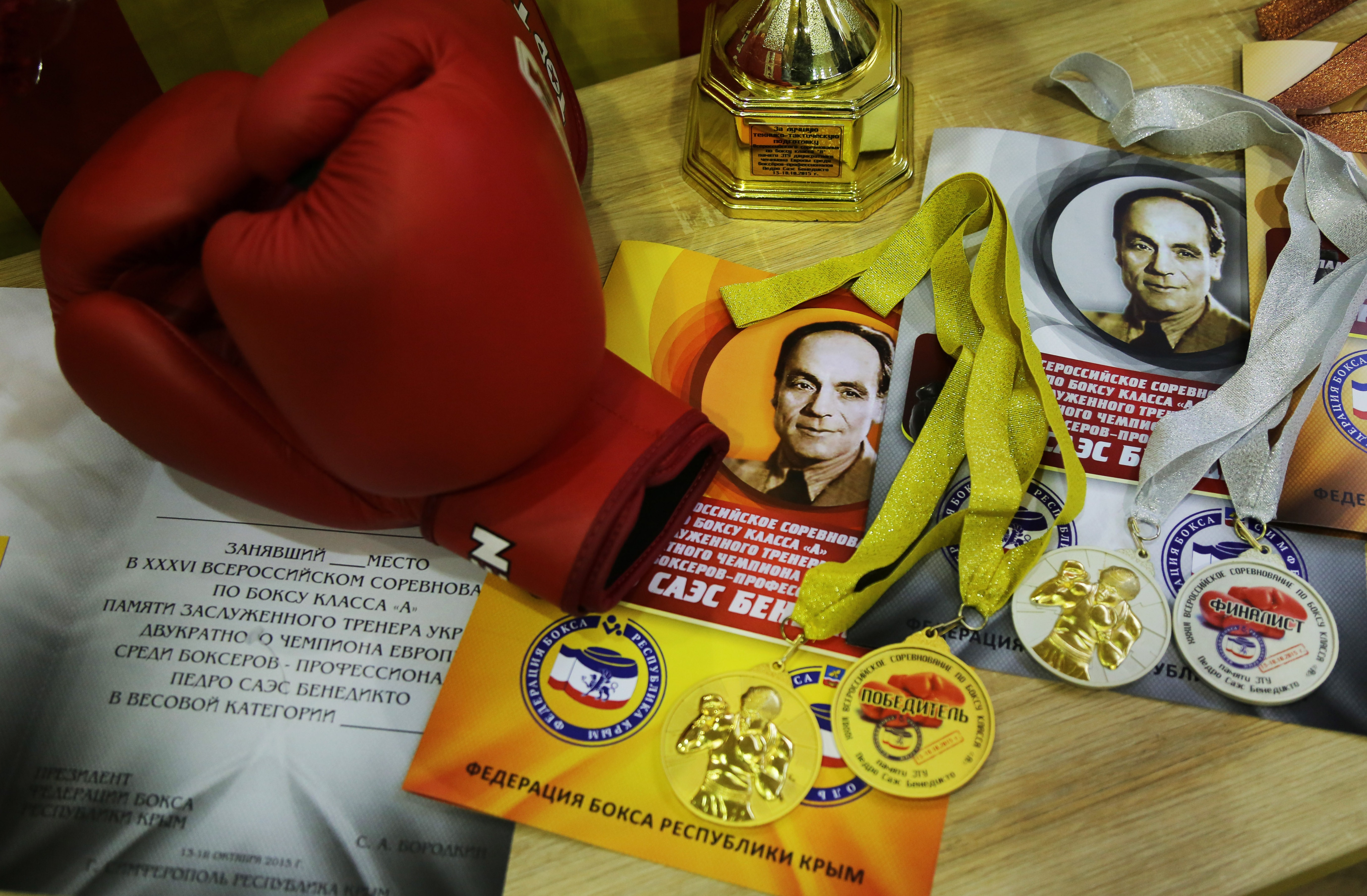
Атрибутика турнира

В память о Педро Саэсе Бенедикто с 1980 года ежегодно проводится международный турнир по боксу, носящий его имя. Основателем турнира является Виктор Алексеевич Спирин. Турнир имеет категорию «А», что позволяет его победителям получить звание мастеров спорта.
В 2007 году в Симферополе была установлена мемориальная доска памяти Педро Саэса.